# Muscolo aritenoideo obliquo
Il muscolo aritenoideo obliquo è un muscolo pari e intrinseco della laringe.

## Posizione e forma
Il muscolo è posto superiormente al muscolo cricoaritenoideo posteriore ed è ricoperto dalla mucosa faringea. Origina dal processo muscolare della cartilagine aritenoide di un lato, passa sulla superficie posteriore della cartilagine stessa, incrocia il muscolo controlaterale e si fissa all'apice dell'aritenoide controlaterale.

## Vascolarizzazione ed innervazione
Il muscolo è irrorato dagli stessi vasi che vascolarizzano la laringe quindi: arteria laringea superiore, arteria larginea inferiore e arteria cricoidea (rami delle arterie tiroidee superiore ed inferiore).
Il muscolo aritenoideo obliquo è innervato dal nervo laringeo ricorrente, ramo del nervo vago.

## Azione
I due muscoli restringono l'adito laringeo e il vestibolo della laringe.